# Нгарка-Харвотаяха
Нгарка-Харвотаяха (устар. Нгарка-Харвота-Яха, Нгаркахарвотаяха) — река в Ямальском и Приуральском районах Ямало-Ненецкого АО. Впадает в озеро Воронковский Сор. Длина реки — 26 км.

## Данные водного реестра
По данным государственного водного реестра России относится к Нижнеобскому бассейновому округу, водохозяйственный участок реки — Обь от города Салехард и до устья, речной подбассейн реки — бассейны притоков Оби ниже впадения Северной Сосьвы. Речной бассейн реки — (Нижняя) Обь от впадения Иртыша.